# Josip Skoblar
Josip Skoblar (Privlaka, prop de Zadar, 12 de març, 1941) és un exfutbolista i entrenador de futbol croat.
Skoblar jugà a la lliga iugoslava a les files de NK Zadar (1957–58) i OFK Beograd (1959–67). Amb l'OFK Beograd, un club modest, guanyà dues copes el 1962 i 1966. A Alemanya jugà amb el Hannover 96 (1967–70), i a França amb l'Olympique de Marseille on fou un autèntic ídol, essent tres cops màxim golejador de la lliga francesa i Pilota d'or europea el 1971 i on guanyà lliga i copa.
Fou 32 cops internacional amb Iugoslàvia (marcant 11 gols) entre 1961 i 1967. Participà en el Mundial de 1962 on marcà un gol i la selecció fou quarta.
L'any 1977 es convertí en el director tècnic del Marsella. Més fou entrenador del Hajduk Split (amb qui guanyà dues copes iugoslaves), Hamburger SV i NK Rijeka.

## Palmarès

### Com a jugador
- Lliga francesa de futbol: 1971, 1972.
- Copa francesa de futbol: 1972.
- Copa iugoslava de futbol: 1962, 1966.
- Bota d'Or europea: 1971 amb 44 gols.
- Màxim golejador de la lliga francesa: 1971, 1973, 1973.

### Com a entrenador
- 2 Copa iugoslava de futbol: 1987, 1991.